# Eugène Marie van Hoobrouck de Mooreghem
Eugène Marie Jean Nepomucène van Hoobrouck de Mooreghem (Gent, 16 april 1791 - Moregem, 13 oktober 1856) was een Belgisch senator en burgemeester.

## Levensloop
Hij was een zoon van senator Eugène François van Hoobrouck de Mooreghem en van Marie-Anne Hamelinck. Hij trouwde met Félicité de Schietere de Caprijke, dochter van ridder Englebert de Schietere de Caprijke. Ze kregen vier kinderen. In 1838 verkreeg hij de titel van baron, overdraagbaar bij eerstgeboorte.
In 1831 werd hij verkozen tot katholiek senator voor het arrondissement Oostende en vervulde dit mandaat tot in 1846. Van 1846 tot 1848 was hij nog senator voor het arrondissement Roeselare.
Van 1843 tot aan zijn dood was hij burgemeester van Moregem.